# GIF

GIF cu un buzdugan

GIF este un acronim englez de la Graphics Interchange Format, acesta fiind un format introdus în 1987 de către compania CompuServe. De atunci a devenit foarte popular în rândul utilizatorilor web-ului, datorită suportului și portabilității sale.
Formatul suportă 8 biți pe pixel, permițând unei singure imagini să aibă o paletă de 256 de culori distincte. Culorile sunt alese din spectrul culorilor RGB de 24 de biți. Formatul PNG suportă și animații, permițând o paleta de 256 de culori pentru fiecare cadru al animației. Limitele de culoare ale acestui format fac din acesta un format inadecvat pentru reproducerea fotografiilor și a altor imagini cu culori continue și complexe, dar este bine pregătit pentru imagini simple cum sunt cele din sigle, unde există o culoare solidă bine definită.
Imaginile GIF sunt comprimate folosind compresia fără pierderi de date Lempel-Ziv-Welch (LZW) pentru a reduce mărimea fișierului, fără a degrada calitatea vizuală.